# Azmatgarh
Azmatgarh là một thị xã và là một nagar panchayat của quận Azamgarh thuộc bang Uttar Pradesh, Ấn Độ.

## Nhân khẩu
Theo điều tra dân số năm 2001 của Ấn Độ, Azmatgarh có dân số 11.101 người. Phái nam chiếm 50% tổng số dân và phái nữ chiếm 50%. Azmatgarh có tỷ lệ 42% biết đọc biết viết, thấp hơn tỷ lệ trung bình toàn quốc là 59,5%: tỷ lệ cho phái nam là 52%, và tỷ lệ cho phái nữ là 32%. Tại Azmatgarh, 21% dân số nhỏ hơn 6 tuổi.